# Alexis Paparoni
Alexis Paparoni (Venezuela, 15 de octubre de 1957) es un político y periodista venezolano, actual dirigente del partido Primero Justicia en Mérida y diputado en el Consejo Legislativo del mismo estado. Fue gobernador designado de Mérida entre 1989 y 1990.

## Carrera
Fue diputado del Consejo Legislativo del Estado Mérida en 1984-1989, siendo presidente de este entre 1986 y 1988 por Acción Democrática.
En 1989 el presidente Carlos Andrés Pérez lo designó gobernador de Mérida, cargo que ejerció hasta 1990, siendo el último gobernador designado de la historia de Mérida, cuando le entregó el cargo al primer gobernador electo, Jesús Rondón Nucete.
En 1994 repitió su cargo como diputado en el Consejo Legislativo del Estado Mérida hasta 1996.
En 2015 fue elegido como diputado a la Asamblea Nacional por el estado Mérida.
En 2022 renovó su dirigencia del partido Primero Justicia en Mérida y ganó las elecciones para el cargo de diputado en el Consejo Legislativo del Estado Mérida durante el período de 2021-2025.

## Vida personal
Es padre del también diputado Carlos Paparoni.